# Ctenusa
Ctenusa là một chi bướm đêm thuộc họ Noctuidae.

## Các loài
- Ctenusa curvilinea Hampson,1913
- Ctenusa pallida Hampson, 1902
- Ctenusa varians Wallengren, 1863